# Partecipanti all'Amstel Gold Race 2022
Elenco dei partecipanti all'Amstel Gold Race 2022.
L'Amstel Gold Race 2022 è stata la cinquantaseiesima edizione della corsa. Alla competizione presero parte 25 squadre: le 18 con licenza UCI World Tour 2022 e 7 UCI ProTeam.
Partenza con 170 ciclisti accreditati.

## Corridori per squadra
Nota: R ritirato, NP non partito, FT fuori tempo, SQ squalificato
| Jumbo-Visma              | Jumbo-Visma              | Jumbo-Visma              | Quick-Step Alpha Vinyl Team        | Quick-Step Alpha Vinyl Team        | Quick-Step Alpha Vinyl Team        | Ineos Grenadiers      | Ineos Grenadiers      | Ineos Grenadiers      |
| ------------------------ | ------------------------ | ------------------------ | ---------------------------------- | ---------------------------------- | ---------------------------------- | --------------------- | --------------------- | --------------------- |
| N°                       | Ciclista                 | Clas.                    | N°                                 | Ciclista                           | Clas.                              | N°                    | Ciclista              | Clas.                 |
| 1                        | Tom Dumoulin             | 30°                      | 11                                 | Kasper Asgreen                     | 6°                                 | 21                    | Thomas Pidcock        | 11°                   |
| 2                        | Jos van Emden            | R                        | 12                                 | Andrea Bagioli                     | R                                  | 22                    | Michał Kwiatkowski    | 1°                    |
| 3                        | Tiesj Benoot             | 3°                       | 13                                 | Davide Ballerini                   | 94°                                | 23                    | Laurens De Plus       | R                     |
| 4                        | Christophe Laporte       | 101°                     | 14                                 | Stan Van Tricht                    | 53°                                | 24                    | Luke Rowe             | 115°                  |
| 5                        | Mike Teunissen           | 44°                      | 15                                 | Florian Sénéchal                   | 32°                                | 25                    | Magnus Sheffield      | R                     |
| 6                        | Timo Roosen              | 63°                      | 16                                 | Zdeněk Štybar                      | 25°                                | 26                    | Ben Turner            | 83°                   |
| 7                        | N. Van Hooydonck         | 38°                      | 17                                 | Jannik Steimle                     | 43°                                | 27                    | Dylan van Baarle      | 22°                   |
| Bora-Hansgrohe           | Bora-Hansgrohe           | Bora-Hansgrohe           | Lotto Soudal                       | Lotto Soudal                       | Lotto Soudal                       | Trek-Segafredo        | Trek-Segafredo        | Trek-Segafredo        |
| N°                       | Ciclista                 | Clas.                    | N°                                 | Ciclista                           | Clas.                              | N°                    | Ciclista              | Clas.                 |
| 31                       | Ide Schelling            | R                        | 41                                 | Philippe Gilbert                   | 56°                                | 51                    | Filippo Baroncini     | 91°                   |
| 32                       | Cesare Benedetti         | 98°                      | 42                                 | Victor Campenaerts                 | R                                  | 52                    | Daan Hoole            | R                     |
| 33                       | Jonas Koch               | 48°                      | 43                                 | Matthew Holmes                     | R                                  | 53                    | Alexander Kamp        | 5°                    |
| 34                       | Patrick Gamper           | R                        | 44                                 | Sébastien Grignard                 | R                                  | 54                    | Emīls Liepiņš         | 92°                   |
| 35                       | Martin Laas              | R                        | 45                                 | Andreas Kron                       | 79°                                | 55                    | Edward Theuns         | 47°                   |
| 36                       | Giovanni Aleotti         | 86°                      | 46                                 | Maxim Van Gils                     | 23°                                | 56                    | Toms Skujiņš          | 28°                   |
| 37                       | Cian Uijtdebroeks        | 74°                      | 47                                 | Tim Wellens                        | 20°                                | 57                    | Otto Vergaerde        | 85°                   |
| EF Education-EasyPost    | EF Education-EasyPost    | EF Education-EasyPost    | Bahrain Victorious                 | Bahrain Victorious                 | Bahrain Victorious                 | Cofidis               | Cofidis               | Cofidis               |
| N°                       | Ciclista                 | Clas.                    | N°                                 | Ciclista                           | Clas.                              | N°                    | Ciclista              | Clas.                 |
| 61                       | Alberto Bettiol          | R                        | 71                                 | Jack Haig                          | 31°                                | 81                    | Piet Allegaert        | 114°                  |
| 62                       | Michael Valgren          | 15°                      | 72                                 | Filip Maciejuk                     | R                                  | 82                    | Sander Armée          | 81°                   |
| 63                       | Julius van den Berg      | R                        | 73                                 | Matej Mohorič                      | 13°                                | 83                    | Bryan Coquard         | 108°                  |
| 64                       | Owain Doull              | 87°                      | 74                                 | Jasha Sütterlin                    | R                                  | 84                    | Alexandre Delettre    | 80°                   |
| 65                       | Jens Keukeleire          | R                        | 75                                 | Dylan Teuns                        | 10°                                | 85                    | Benjamin Thomas       | 49°                   |
| 66                       | Sebastian Langeveld      | 88°                      | 76                                 | Jan Tratnik                        | 12°                                | 86                    | Kenneth Vanbilsen     | R                     |
| 67                       | Marijn van den Berg      | R                        | 77                                 | Fred Wright                        | R                                  | 87                    | Szymon Sajnok         | R                     |
| Team DSM                 | Team DSM                 | Team DSM                 | Movistar Team                      | Movistar Team                      | Movistar Team                      | Astana Qazaqstan Team | Astana Qazaqstan Team | Astana Qazaqstan Team |
| N°                       | Ciclista                 | Clas.                    | N°                                 | Ciclista                           | Clas.                              | N°                    | Ciclista              | Clas.                 |
| 91                       | John Degenkolb           | R                        | 101                                | Vinícius Rangel                    | 117°                               | 111                   | Leonardo Basso        | R                     |
| 92                       | Nico Denz                | 111°                     | 102                                | Johan Jacobs                       | 40°                                | 112                   | Samuele Battistella   | R                     |
| 93                       | Mark Donovan             | R                        | 103                                | Max Kanter                         | 46°                                | 113                   | Manuele Boaro         | 100°                  |
| 94                       | Søren Kragh Andersen     | 29°                      | 104                                | Iñigo Elosegui                     | 61°                                | 115                   | Dmitrij Gruzdev       | R                     |
| 95                       | Marco Brenner            | 112°                     | 105                                | Iván García Cortina                | 57°                                | 116                   | Aljaksandr Rabušėnka  | 54°                   |
| 96                       | Casper Pedersen          | R                        | 106                                | Alex Aranburu                      | 19°                                | 117                   | Valerio Conti         | R                     |
| 97                       | Joris Nieuwenhuis        | 50°                      | 107                                | Abner González                     | 66°                                |                       |                       |                       |
| Groupama-FDJ             | Groupama-FDJ             | Groupama-FDJ             | Intermarché-Wanty-Gobert Matériaux | Intermarché-Wanty-Gobert Matériaux | Intermarché-Wanty-Gobert Matériaux | AG2R Citroën Team     | AG2R Citroën Team     | AG2R Citroën Team     |
| N°                       | Ciclista                 | Clas.                    | N°                                 | Ciclista                           | Clas.                              | N°                    | Ciclista              | Clas.                 |
| 121                      | Stefan Küng              | 8°                       | 131                                | Jan Bakelants                      | 36°                                | 141                   | Lilian Calmejane      | 26°                   |
| 122                      | Kevin Geniets            | 42°                      | 132                                | Aimé De Gendt                      | 70°                                | 142                   | Mikaël Cherel         | 67°                   |
| 123                      | Olivier Le Gac           | 33°                      | 133                                | Tom Devriendt                      | 52°                                | 143                   | Benoît Cosnefroy      | 2°                    |
| 124                      | Fabian Lienhard          | 72°                      | 134                                | Andrea Pasqualon                   | 27°                                | 144                   | Stan Dewulf           | 59°                   |
| 125                      | Valentin Madouas         | 14°                      | 135                                | Baptiste Planckaert                | 105°                               | 145                   | Dorian Godon          | 34°                   |
| 126                      | Quentin Pacher           | 18°                      | 136                                | Taco van der Hoorn                 | 107°                               | 146                   | Greg Van Avermaet     | 24°                   |
| 127                      | Tobias Ludvigsson        | 103°                     | 137                                | Kévin Van Melsen                   | 95°                                | 147                   | Lawrence Warbasse     | 62°                   |
| UAE Team Emirates        | UAE Team Emirates        | UAE Team Emirates        | Team BikeExchange-Jayco            | Team BikeExchange-Jayco            | Team BikeExchange-Jayco            | Israel-Premier Tech   | Israel-Premier Tech   | Israel-Premier Tech   |
| N°                       | Ciclista                 | Clas.                    | N°                                 | Ciclista                           | Clas.                              | N°                    | Ciclista              | Clas.                 |
| 151                      | Matteo Trentin           | 17°                      | 161                                | Michael Matthews                   | 7°                                 | 171                   | Jakob Fuglsang        | 16°                   |
| 152                      | Marc Hirschi             | 9°                       | 162                                | Luka Mezgec                        | R                                  | 173                   | Daryl Impey           | 69°                   |
| 153                      | Finn Fisher-Black        | R                        | 164                                | Jan Maas                           | 39°                                | 174                   | Krists Neilands       | 68°                   |
| 154                      | Alexys Brunel            | R                        | 165                                | Alexandre Balmer                   | R                                  | 176                   | Mads Würtz Schmidt    | R                     |
| 155                      | Ivo Oliveira             | R                        | 166                                | Luke Durbridge                     | 78°                                | 177                   | Reto Hollenstein      | R                     |
| 156                      | Juan Ayuso               | R                        | 167                                | Dion Smith                         | R                                  |                       |                       |                       |
| 157                      | Juan Sebastián Molano    | R                        |                                    |                                    |                                    |                       |                       |                       |
| Alpecin-Fenix            | Alpecin-Fenix            | Alpecin-Fenix            | Team Arkéa-Samsic                  | Team Arkéa-Samsic                  | Team Arkéa-Samsic                  | TotalEnergies         | TotalEnergies         | TotalEnergies         |
| N°                       | Ciclista                 | Clas.                    | N°                                 | Ciclista                           | Clas.                              | N°                    | Ciclista              | Clas.                 |
| 181                      | Mathieu van der Poel     | 4°                       | 191                                | Warren Barguil                     | 21°                                | 201                   | Niki Terpstra         | 90°                   |
| 182                      | Tobias Bayer             | R                        | 192                                | Winner Anacona                     | 71°                                | 202                   | Dries Van Gestel      | 58°                   |
| 183                      | Michael Gogl             | R                        | 193                                | Amaury Capiot                      | 116°                               | 204                   | Julien Simon          | 82°                   |
| 184                      | Stefano Oldani           | 73°                      | 194                                | Simon Guglielmi                    | 89°                                | 205                   | Geoffrey Soupe        | 97°                   |
| 185                      | Gianni Vermeersch        | 76°                      | 195                                | Łukasz Owsian                      | 75°                                | 206                   | Sandy Dujardin        | 51°                   |
| 186                      | Kristian Sbaragli        | 35°                      | 196                                | Clément Russo                      | 102°                               | 207                   | Anthony Turgis        | R                     |
| 187                      | Dries De Bondt           | R                        | 197                                | Connor Swift                       | 84°                                |                       |                       |                       |
| Sport Vlaanderen-Baloise | Sport Vlaanderen-Baloise | Sport Vlaanderen-Baloise | Bingoal Pauwels Sauces WB          | Bingoal Pauwels Sauces WB          | Bingoal Pauwels Sauces WB          | B&B Hotels-KTM        | B&B Hotels-KTM        | B&B Hotels-KTM        |
| N°                       | Ciclista                 | Clas.                    | N°                                 | Ciclista                           | Clas.                              | N°                    | Ciclista              | Clas.                 |
| 211                      | Ruben Apers              | 113°                     | 221                                | Arjen Livyns                       | 77°                                | 231                   | Franck Bonnamour      | 41°                   |
| 212                      | Jenno Berckmoes          | 60°                      | 222                                | Johan Meens                        | 99°                                | 232                   | Victor Koretzky       | R                     |
| 213                      | Vito Braet               | 106°                     | 223                                | Kenny Molly                        | 55°                                | 233                   | Alan Boileau          | R                     |
| 214                      | Julian Mertens           | R                        | 224                                | Mathijs Paasschens                 | 96°                                | 234                   | Thibault Ferasse      | 65°                   |
| 215                      | Aaron Van Poucke         | 37°                      | 225                                | Dimitri Peyskens                   | R                                  | 235                   | Quentin Jauregui      | 104°                  |
| 216                      | Kenneth Van Rooy         | 45°                      | 226                                | Rémy Mertz                         | 64°                                | 236                   | Cyril Gautier         | R                     |
| 217                      | Jens Reynders            | 109°                     | 227                                | Milan Menten                       | R                                  | 237                   | Jonathan Hivert       | R                     |
| Bardiani-CSF-Faizanè     |                          |                          |                                    |                                    |                                    |                       |                       |                       |
| N°                       | Ciclista                 | Clas.                    |                                    |                                    |                                    |                       |                       |                       |
| 241                      | Enrico Battaglin         | R                        |                                    |                                    |                                    |                       |                       |                       |
| 242                      | Jhonatan Cañaveral       | R                        |                                    |                                    |                                    |                       |                       |                       |
| 243                      | Filippo Fiorelli         | 93°                      |                                    |                                    |                                    |                       |                       |                       |
| 244                      | Davide Gabburo           | R                        |                                    |                                    |                                    |                       |                       |                       |
| 245                      | Luca Rastelli            | R                        |                                    |                                    |                                    |                       |                       |                       |
| 246                      | Alessandro Tonelli       | R                        |                                    |                                    |                                    |                       |                       |                       |
| 247                      | Filippo Zana             | R                        |                                    |                                    |                                    |                       |                       |                       |